# Florian Kronbichler

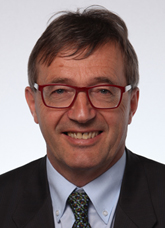
Florian Kronbichler 2013

Florian Kronbichler (* 17. Juli 1951 in Bruneck) ist ein deutschsprachiger italienischer Journalist, Schriftsteller und Politiker aus Bozen (Südtirol).

## Persönlicher und beruflicher Werdegang
Florian Kronbichler wuchs gemeinsam mit sieben Brüdern und einer Schwester in einer Reischacher Bauernfamilie auf. Nach der Grundschule besuchte er die Mittelschule und das Humanistische Gymnasium Vinzentinum in Brixen (Abitur 1971); anschließend studierte Kronbichler Politikwissenschaft an der Universität Padua (Abschluss 1975). In dieser Zeit war er mehrere Jahre lang Vorsitzender der Südtiroler Hochschülerschaft.
Nach dem Abschluss seines Universitätsstudiums arbeitete Kronbichler als Beamter in der Südtiroler Landesverwaltung. Anfangs war er Referent für Studientitelanerkennung im Ressort des Landesrats Anton Zelger. Anschließend wechselte Kronbichler in das Ressort von Landesrat Alfons Benedikter, in die dortige Abteilung für Wirtschaftsprogrammierung.
1980 startete Kronbichler seine Laufbahn als Journalist. Bis 1988 war er als Redakteur beim „Blatt für deutsche Leser“ der Tageszeitung Alto Adige tätig. Im selben Jahr wechselte er zum Südtiroler Wochenmagazin ff, dessen Chefredakteur er von 1993 bis zum Jahr 2000 war. In den darauffolgenden Jahren bis zu seiner Parlamentskandidatur im Jahr 2013 arbeitete Kronbichler hauptberuflich als freier Journalist. In der Neuen Südtiroler Tageszeitung veröffentlichte er fünfmal wöchentlich seine Glosse „Das Letzte“; er verfasste regelmäßig auch Reportagen. Für die Bozner Ausgabe des Corriere della Sera schrieb er Leitartikel und für die Sendereihe „Perspektiven“ der Rai Bozen diverse Drehbücher.

## Politische Laufbahn
Im Laufe der 1970er Jahre war Kronbichler aktiv in der Sozialdemokratischen Partei Südtirols tätig. Auf Vorschlag der Südtiroler Grünen (ohne jedoch Parteimitglied zu sein) kandidierte er anlässlich der Parlamentswahlen vom Februar 2013 auf der Liste von Sinistra Ecologia Libertà (SEL) für die italienische Abgeordnetenkammer. Aufgrund des Mehrheitszuschlags für die siegreiche Mitte-links-Parteienkoalition, der auch die Liste Sinistra Ecologia Libertà angehörte, konnte Kronbichler mit 3,8 % der Stimmen im Mehrpersonenwahlkreis Trentino-Südtirol ein Mandat erringen.
Kronbichler war der erste deutschsprachige Parlamentsabgeordnete in Rom, der über 90 Jahre nach den ersten italienischen Parlamentswahlen in Südtirol (die im Jahr 1921 stattfanden) nicht als Exponent der ethnischen Sammelparteien Deutscher Verband bzw. Südtiroler Volkspartei gewählt wurde. Für die Südtiroler Grünen war er der zweite Parlamentsabgeordnete in ihrer Geschichte, nachdem der Bozner Rechtsanwalt Gianni Lanzinger 1987 auf der grünen Liste über ein gesamtstaatliches Reststimmenmandat gewählt wurde.
In seiner Funktion als Parlamentarier gehörte Kronbichler der am 2. Oktober 2014 konstituierten Untersuchungskommission an, die sich mit der restlosen Aufklärung der Entführung und Ermordung des italienischen Spitzenpolitikers Aldo Moro im Jahr 1978 beschäftigte. Seit dem 8. Oktober bekleidete er in der Untersuchungskommission das Amt eines Kommissionssekretärs. Seit Beginn seiner Tätigkeit als Parlamentarier war er zudem Mitglied der parlamentarischen Kommission für Regionalfragen und von Juli 2014 bis Jänner 2017 auch der Kommission für die Politik der Europäischen Union. Seit Dezember 2015 gehörte Kronbichler der Delegation des italienischen Parlamentes für die Parlamentarische Versammlung des Europarates in Straßburg an. Dort war er als Mitglied des Ausschusses für Gleichbehandlung und Nichtdiskriminierung tätig.
Nach der Auflösung der SEL schloss sich Kronbichler im Februar 2017 der Fraktion der neugegründeten Bewegung Articolo 1 – Movimento Democratico e Progressista (MDP) an. Seit Februar 2017 gehörte er der Umweltkommission der Abgeordnetenkammer an. Für die Parlamentswahl am 4. März 2018 verzichtete er auf eine erneute Kandidatur.

## Publikationen
- Was gut war: ein Alexander-Langer-Abc. Edition Raetia, Bozen 2005, ISBN 978-88-7283-227-1
- mit Othmar Seehauser: Südtirol im Gegenlicht: Fotoreportagen seit 1980. Folio Verlag, Wien und Bozen 2005, ISBN 978-3-85256-324-4
- Libretto: Amici della Lirica; 30 anni di passione per le grandi voci a Bolzano. Edition Raetia, Bozen 2006, ISBN 978-88-7283-284-4
- mit Flavio Faganello: Gehen-andar via. Flavio Faganello. Il margine, Trient 2010, ISBN 978-88-6089-077-1
- mit Christjan Ladurner: Die Kunst, von oben zu leben: Bei Südtirols Bergbauern. 21 Porträts. Haymon, Innsbruck 2014, ISBN 978-3-7099-7138-3
- Alexander Langer il mite lottatore: Vita e idee di un profeta verde, un abc. Il Margine, Trento 2016, ISBN 978-88-6089-132-7